# The Mystery of the Snakeskin Belt
The Mystery of the Snakeskin Belt é um seriado inglês de 1950, gênero aventura, dirigido por Frank Cadman e estrelado por Colin Barlow, Ursula Strachey e Cyril Wentzel. Apresentando 8 capítulos de aproximadamente 15 minutos, perfazendo um total de 132 minutos, foi produzido pela Gaumont-British Instructional, distribuído pela General Film Distributors, e é considerado o último seriado independente.

## Sinopse
Jim Travers e sua família estão em busca de um tesouro na cidade perdida de Limbasi. Um mapa dando as pistas do tesouro foi escondido em um cinto de pele de cobra, pelos bandidos, mas é recuperado depois de muitas aventuras e perigos.

## Elenco
- Colin Barlow	 ...	Johnny Travers
- Ursula Strachey	 ...	Anne Travers
- Cyril Wentzel	 ...	Jim Travers

## Detalhes da produção
Dois estudantes da Rodésia do Sul, Colin Barlow, de 13 anos, e Roberta Paling, de 12, fizeram parte do filme The Mystery of the Snakeskin Belt, que a Gaumont-British fez para a Children’s Entertainment Films. Eles foram escolhidos entre crianças da Rodésia e África do Sul. As cenas foram feitas em Bulawayo, e Grande Zimbabwe.